# خطة الحرب البرتقالية
كانت خطة الحرب البرتقالية عبارة عن سلسلة من خطط الحرب التي وضعها مجلس الجيش والبحرية المشترك للولايات المتحدة للتعامل مع حرب محتملة مع إمبراطورية اليابان خلال السنوات بين الحربين العالميتين الأولى والثانية. لقد فشلت في التنبؤ بأهمية التغييرات التكنولوجية في الحرب البحرية، بما في ذلك الغواصات والدعم الجوي وحاملات الطائرات، وعلى الرغم من أهمية معركة ميدواي، وقيام البحرية الأمريكية "بالقفز من جزيرة إلى جزيرة" لاستعادة الأراضي المفقودة، إلا أنه لم تكن هناك معركة "مواجهة" حاسمة كما توقعتها الخطة البرتقالية.

## تطوير

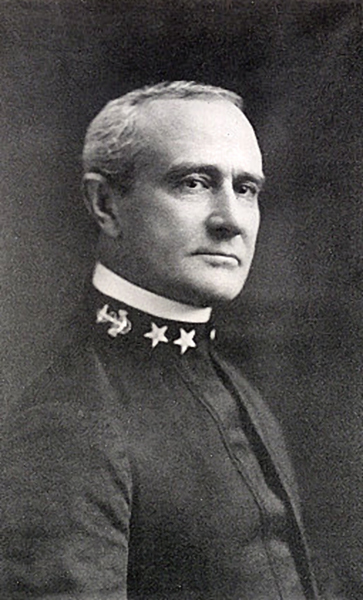
ريموند رودجرز حوالي عام 1911.

وقد غطت الدراسات غير الرسمية التي أجريت في وقت مبكر من عام 1906 عدداً من الاحتمالات، من التمركز في جبل طارق أو سنغافورة (وهي فكرة أحياها البريطانيون قبل الحرب العالمية الثانية) إلى "الاندفاع السريع عبر المحيط الأطلسي" إلى المحيط الهادئ. تم اعتماد الخطة في النهاية من قبل الأميرال البحري ريموند رودجرز في عام 1911.
- 19 ديسمبر 1919: استراتيجية المحيط الهادئ
- 7 يوليو 1923: تقدير الموقف
- 15 أغسطس 1924: خطة الحرب الأساسية البرتقالية المشتركة
- 10 يناير 1929: مراجعة خطة الحرب الأساسية البرتقالية المشتركة للجيش والبحرية
- 20 يونيو 1934: عدم كفاية القوات العسكرية والبحرية الحالية في منطقة الفلبين لتنفيذ المهام الموكلة إليها في حالة نشوب حرب برتقالية
- 8 مايو 1935: مراجعة خطة الحرب الأساسية البرتقالية المشتركة للجيش والبحرية
- 19 مايو 1935: مراجعة خطة الحرب الأساسية البرتقالية المشتركة للجيش والبحرية
- 14 أكتوبر 1936: مراجعة تقدير خطة الحرب الأساسية المشتركة للموقف
- 9 ديسمبر 1936: تغييرات في خطة الحرب الأساسية البرتقالية المشتركة
- 19 فبراير 1938: خطة الحرب الأساسية البرتقالية المشتركة للجيش والبحرية

تم اعتماد الخطة رسميًا من قبل مجلس الجيش والبحرية المشترك بدءًا من عام 1924.  سبقت خطط قوس قزح، التي افترضت مساعدة الحلفاء، افترضت الخطة أن الولايات المتحدة ستقاتل اليابان بمفردها.

## الاستراتيجية
وكما كان مخططا له في البداية، فقد توقعت الخطة فرض حصار على الفلبين وغيرها من القواعد الأميركية في غرب المحيط الهادئ. وكان من المتوقع أن يصمدوا بمفردهم بينما كان أسطول المحيط الهادئ يحشد قوته في قواعد في كاليفورنيا وهاواي ويحرس قناة بنما ضد الهجمات. بعد التعبئة (احتفظت السفن بنصف أطقمها فقط في وقت السلم)، كان الأسطول يبحر إلى غرب المحيط الهادئ لتخفيف العبء عن القوات الأمريكية في غوام والفلبين. وبعد ذلك، سيبحر الأسطول شمالاً لخوض معركة حاسمة ضد الأسطول المشترك للبحرية الإمبراطورية اليابانية، ثم يحاصر الجزر اليابانية.
كانت الاستراتيجية متوافقة مع نظرية ألفريد ثاير ماهان، وهي العقيدة التي تبنتها كل القوى البحرية الكبرى قبل الحرب العالمية الثانية والتي كانت تقضي بحسم الحروب من خلال المواجهات بين الأساطيل السطحية المتعارضة (كما كانت الحال لأكثر من 300 عام).

في أعقاب لعبة الحرب الرابعة عام 1933، والتي أسفرت عن هزيمة أسطول أزرق افتراضي كان من المفترض أن يرمز إلى قوة الإغاثة الفلبينية الأمريكية، تم تعديل خطة الحرب البرتقالية لتشمل تقدمًا أكثر ثباتًا ومنهجية من أجل الاستيلاء على النقاط القوية اليابانية في جزر مارشال. وقد تم ذلك وفقًا للملاحظات التي تفيد بأن القدرة اللوجستية الممتدة في استراتيجية "عبر الفلبين"، وعدم القدرة على إصلاح السفن التالفة، سمحت لليابان باكتساب السيطرة على البحر من خلال تحييد قوة خط المعركة الأمريكية. 
كانت اللعبة تحمل دلالتين، وكلاهما قاتل لمفهوم "الدفع". أولاً، أظهرت أن الضرر تحت الماء من المرجح أن يتفوق على أي شيء يمكن للأسطول القيام به في غرب المحيط الهادئ في بداية الحرب. ستتعرض السفن حتمًا للطوربيدات، وستضطر إلى الذهاب إلى مكان آخر غير الفلبين للإصلاح. إذا كان من الضروري إصلاح عدد كافٍ من هذه السفن في قاعدة خلفية، فلن يكون الأسطول متفوقًا على الأسطول البرتقالي. نظرًا للاتفاقيات التي تحظر تحصين القواعد في الشرق الأقصى، فإن بيرل هاربور فقط هي القادرة على إصلاح السفن الرئيسية الأمريكية. إن إعادتها إلى هاواي من شأنه أن يخسر الشرق الأقصى لليابان.— نورمان فريدمان، الفوز في حرب مستقبلية: ألعاب الحرب والنصر في حرب المحيط الهادئ
وعلى الرغم من ذلك، فإن الاستراتيجية التي اتبعتها الولايات المتحدة في حرب المحيط الهادئ لم تختلف كثيراً عن مفهوم رودجرز من عام 1911: حملة "قفزة" لغزو جزر مارشال وكارولين (التي كانت تحت سيطرة اليابان قبل الحرب)؛ وتحرير الفلبين؛ والحصار. لقد غابت "المعركة الحاسمة" في ماهان والتخطيط الياباني.

## الخطط اليابانية
وفقًا لاستراتيجية كانتاي كيسن البحرية، وضعت البحرية الإمبراطورية اليابانية خطتها الخاصة التي سمحت لأسطول المحيط الهادئ الأمريكي بالإبحار عبر المحيط الهادئ بينما استخدمت البحرية الإمبراطورية اليابانية الغواصات وهجمات حاملات الطائرات لإضعافها. وبعد ذلك، سيحاول الأسطول الياباني فرض تحرك أسطولي ضد الأسطول الأمريكي الضعيف في "منطقة معركة حاسمة"، بالقرب من اليابان، بما يتماشى أيضًا مع عقيدة ماهانيان، التي تبنتها اليابان بحماس. كان هذا هو الأساس لطلب اليابان بنسبة 70% (10: 10: 7) في مؤتمر واشنطن البحري، والذي اعتبر ضرورياً لتوفير التفوق لليابان في "منطقة المعركة الحاسمة" (مع الأخذ في الاعتبار أن الولايات المتحدة لديها التزامات بحرية في مسارح أخرى، في حين لم يكن لدى اليابان مثل هذه الالتزامات). وكان هذا أيضًا هو الأساس لإصرار الولايات المتحدة على نسبة 60%، والتي كانت تعادل التكافؤ. 

## النتائج
الأحداث الفعلية كانت عمومًا تتبع الخطة. وعلى الرغم من أن معارك حاملات الطائرات واستخدام الطائرات والغواصات طغت على العمليات السطحية، فإن حملة "القفز" سارت على النحو المتوقع إلى حد كبير.
لقد تجاهلت البحرية الإمبراطورية اليابانية، المهووسة بعقيدة "المعركة الحاسمة"، الحاجة الحيوية للدفاع ضد الغواصات.  لقد أثبتت الحملات البحرية الألمانية والأمريكية ضد سفن الشحن التجاري لخصومهم الحاجة إلى استراتيجية حربية مضادة للغواصات. في حين اتخذ الحلفاء تدابير واسعة النطاق لمكافحة تهديد الغواصات الألمانية، فشلت اليابان في مواجهة الغواصات الأمريكية بشكل فعال، مما أدى في نهاية المطاف إلى خنق الإنتاج الصناعي الياباني وشل أسطولها. كما فشلت اليابان بشكل ملحوظ في شن حملة مناهضة للتجارة حيث كان من الممكن أن يؤدي الاستخدام المنهجي للمغيرين التجاريين إلى جعل العمليات التي ينفذها الحلفاء أكثر تعقيدًا وجعل غزو الجزر التي تسيطر عليها اليابان والاحتفاظ بها أكثر صعوبة.
لقد فشل مخططو الحرب الأميركيون في إدراك أن التقدم التكنولوجي في الغواصات والطيران البحري جعل عقيدة ماهان عتيقة ولم يتوقعوا ضربة استباقية من اليابانيين. وعلى وجه الخصوص، لم يكونوا يعرفون بعد أن الطائرات ستكون قادرة على إغراق البوارج بشكل فعال أو أن اليابان قد تخرج قوة البوارج الأمريكية (خط المعركة) عن العمل بضربة واحدة، وهو ما حدث بالفعل في بيرل هاربور في 7 ديسمبر/كانون الأول 1941.
تغيرت الخطط الأمريكية بعد هذا الهجوم. حتى بعد الهزائم اليابانية الكبرى مثل ميدواي، بمجرد معرفة فعالية حاملات الطائرات، فضل الأمريكيون التقدم المنهجي "من جزيرة إلى جزيرة"، وعدم الذهاب إلى ما هو أبعد من الغطاء الجوي الأرضي.  وفي الوقت نفسه، تم فرض الحصار منذ بداية الحرب، مع وصول أول غواصة أمريكية، يو إس إس جودجون، إلى اليابان في حوالي 31 ديسمبر 1941.

## قراءة إضافية
- Miller، Edward S. (1991). War Plan Orange: The U.S. Strategy to Defeat Japan, 1897–1945. Annapolis, MD: United States Naval Institute Press. ISBN:1-59114-500-7.
- Morton، Louis (1953). The Fall of the Philippines. U.S. Army in World War II: The War in the Pacific. Washington, D.C.: مركز التاريخ العسكري لجيش الولايات المتحدة. ص. 61–70. CMH Pub 5-2. مؤرشف من الأصل في 2012-01-08. اطلع عليه بتاريخ 2018-03-17.